# 君と見る未来。
「君と見る未来。」は、2012年8月1日に発売されたソナーポケットの11枚目のシングル。
また、この曲のPVでは、後にSNH48に移籍する宮澤佐江が出演している。

## 収録曲
CD
1. 君と見る未来。
2. サマーデイズ！
3. 君と見る未来。(instrumental)
4. サマーデイズ！(instrumental)

DVD(初回生産限定盤のみ)
1. 君と見る未来。Music Video
2. メイキング&オフショット